# Habenaria tubifolia
Habenaria tubifolia är en orkidéart som beskrevs av La Croix och Phillip James Cribb. Habenaria tubifolia ingår i släktet Habenaria och familjen orkidéer. Inga underarter finns listade i Catalogue of Life.